# Mormoops blainvillei
Mormoops blainvillei — вид рукокрилих родини Mormoopidae.

## Морфометрія
Загалом довжина 78-87 мм, довжина хвоста 21-31 мм, довжина задньої ступні 6-10 мм, висота вуха 11-18 мм, довжина передпліччя 46-50 мм. Маса тіла 8-11 г.

## Поведінка
Цей вид лаштує сідала в основному в гарячих печерах, де кожен кажан зазвичай висить відокремлено. Цей кажан зазвичай починає вилітати з печери після настання темряви, між 22 і 55 хв після заходу сонця. Комахоїдний. Метелики є найбільш поширеною їжею, на додаток їсть міль і жуків. Полює вздовж галявини та навколо крон дерев. Зазвичай народжує тільки один раз на рік одне кажаненя. На Кубі, вагітні самиці зустрічаються з березня по червень.

## Поширення
Країни поширення: Куба; Домініканська Республіка; Гаїті; Ямайка; Пуерто-Рико. Цей вид зустрічається на Великих Антильських островах, і прилеглих дрібних островах. Наявність скам'янілих зразків показує, що свого часу ареалу цього виду простягається від Багамських островів на південь до Антигуа і Барбуда і до Малих Антильських островів.

## Загрози та охорона
Вид мешкає в природоохоронних районах.